# Плюмерия
Плюме́рия (лат. Plumeria) — род тропических деревьев семейства Кутровые. По данным сайта The Plant List, в состав рода входят 10 негибридных видов.

## Название
Плюмерия названа по имени французского ботаника Шарля Плюмье (1646—1704). Общеупотребительное название — франжипани, в честь итальянского дворянина, который создал духи с использованием аромата цветков этого растения. В иностранной литературе приводятся названия растения: frangipani, pagoda tree, temple tree (храмовое дерево), nosegay, graveyard tree (могильное дерево), West Indian jasmine (вест-индский жасмин).

## Ботаническое описание

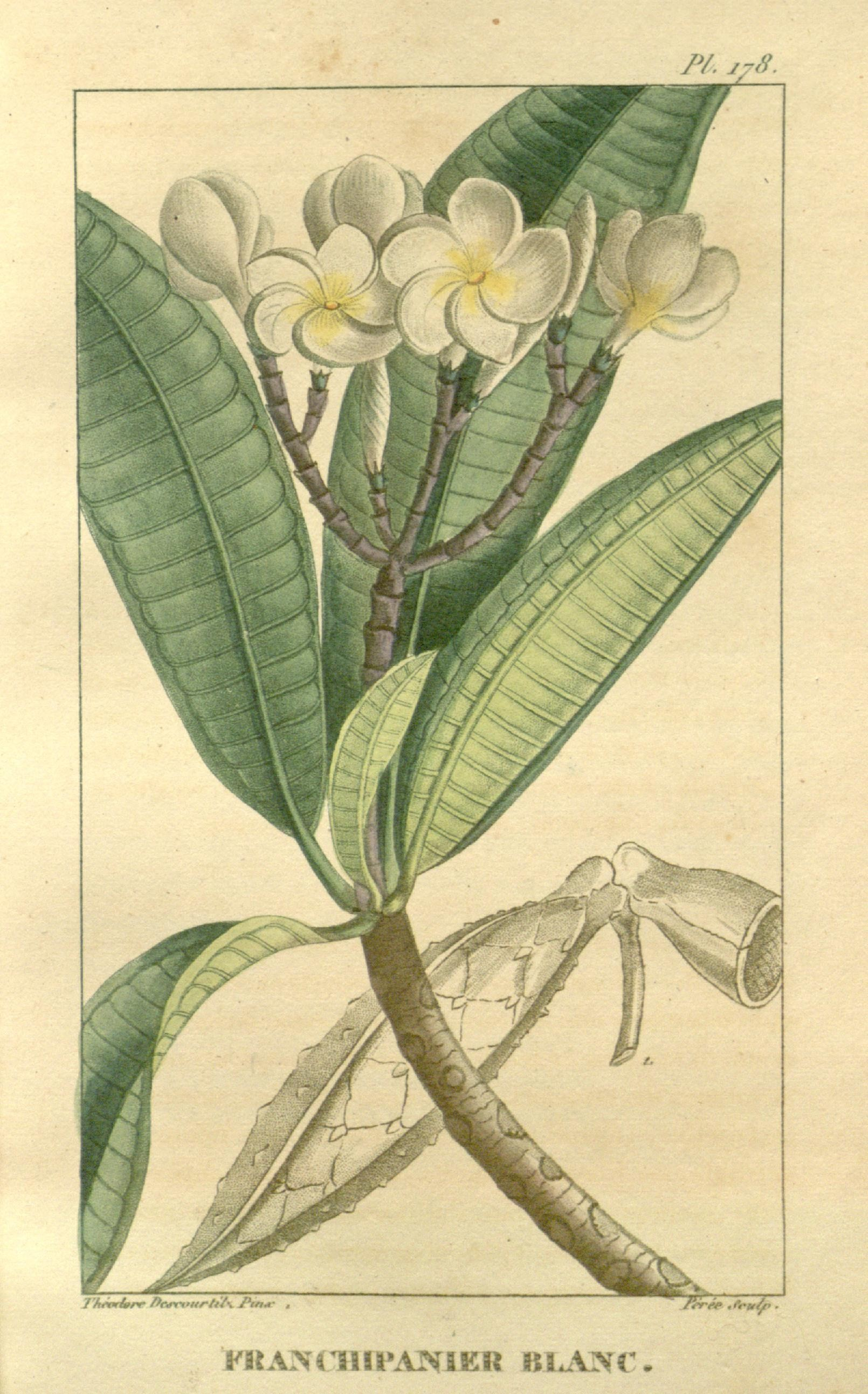
Плюмерия белая

Многолетние листопадные кустарники или деревья с цилиндрическими стеблями, выраженными рубцами от опавших листьев и млечным соком.
Цветки плюмерии имеют 5 лепестков. Лепестки обычно овальной формы, реже в форме лопаточки. Они могут быть как узкими, так и широкими, плоскими или скрученными. Большинство цветков имеют приятный запах, который наиболее интенсивен в утренние часы. Описать запах невозможно, потому что он изменяется в зависимости от окружающей среды. Считается, что он напоминает аромат цитрусовых, жасмина, специй, гардений, ландыша. Ароматные цветы привлекают насекомых-опылителей, несмотря на то, что нектара в цветах плюмерии нет.
Соцветие - щиток или метёлка, часто появляется до листьев.
Листья обычно темно-зелёные, иногда с оттенками пурпурного, серого, блестящие и кожистые, очередные, реже расположены по спирали. Чаще всего бывают эллиптической формы, реже ланцетовидной. Жилки хорошо выраженные, вторичные жилки сливаются с жилкой, тянущейся вдоль края листа.
После цветения образуются узкие, цилиндрической формы стручки, заостренные на концах, зелёного или красновато-коричневого цвета. Плоды несъедобны. Семена крылатые, могут храниться в сухом прохладном месте, но с каждым годом их всхожесть уменьшается.

## Распространение
Происхождение рода — Неотропики, естественный ареал имеет центр на островах Карибского бассейна, с несколькими видами в Южной Америке и на севере до Флориды. Со времен Колумба виды рода Плюмерия стали широко использоваться в орнаментальном садоводстве в тропическом и субтропическом климате..

## Ядовитость
В коре присутствуют разнообразные иридоиды, вызывающие поражение ЖКТ и обладающие эмбриотоксическим действием. Также растение содержит ряд пентациклических терпеноидов, оказывающих кардиотоксический эффект. Сок растения может вызывать раздражение кожи и слизистых оболочек рта, если жевать части растения. При поедании растения домашними животными возможны симптомы в виде диареи, рвоты и интенсивного слюноотделения.

## В культуре
Плюмерия издавна выращивается как декоративное растение; выведен ряд сортов.
В своём фундаментальном произведении «Общая история дел Новой Испании» (1547—1577) Бернардино де Саагун, опираясь на сведения ацтеков о свойствах растений, привёл различные сведения о плюмерии (Plumeria rubra L. (Plumeria rubra f. acutifolia (Poir.) Woodson или Plumeria rubra f. tricolor (Ruiz & Pav.) Woodson)), в частности о том, что:

Этот цветок, который называется какалошучитль; он двух видов: одни из них, растущие на деревьях, и в жарких краях, имеют очень нежный аромат; но этот, который называется тлалькаколошучитль, о котором здесь идет речь, растет в поле и у него нет никакого аромата, хотя на вид он такой же, что и вышеописанный, который растет на деревьях.
Плюмерия является национальным цветком Лаоса и Бали, а у майя она была символом эротики, и, в частности, вожделения. Также считается символом бессмертия — её сажают на околохрамовых территориях в буддистских странах.
Вытяжки из масла плюмерии широко применяются в косметологии и оказывают противовоспалительное, антиоксидантное и регенерирующее воздействие на кожу.

### Агротехника
В мягком климате плюмерия может выращиваться в открытом грунте, в прохладном — с необнажённой корневой системой (в контейнерах), поскольку чувствительна к холоду. Растение успешно размножается черенками и семенами.
Весной плюмерия начинает активно расти, но при условии регулярного полива и при хорошем освещении. В противном случае листья начнут желтеть и рост растения замедлится. Плюмерии нужен умеренный полив, а с середины октября частота полива уменьшается до весны. Весной растению необходим азот, позже — фосфор. Удобрять почву необходимо каждые 2-3 недели: плюмерия очень чувствительна к удобрениям.
Плюмерия размножается как семенами, так и черенками. Разница в том, что из семян растение будет «вызревать» и год, и два, а то и все три, прежде чем появятся цветы. Укоренённые черенки образуют деревце, которое уже через несколько месяцев может зацвести. Черенки плюмерии, даже неукоренённые, высоко ценятся на мировом рынке и стоят обычно от 10 долларов и выше.
Ветви плюмерии — толстые, мясистые, толщиной от 2 до 5 см, черенки для укоренения — длиной не менее 20 см. Укоренять следует в специальной песчаной смеси с использованием нижнего подогрева. Одно из явных преимуществ черенков плюмерии — способность сохраняться в срезанном виде месяцами. Их легко транспортировать, они не требуют грунта и полива долгое время. Укореняются достаточно легко.

## Виды
По информации базы данных The Plant List, род включает 10 видов:
- Plumeria alba L. — Плюмерия белая
- Plumeria filifolia Griseb.
- Plumeria inodora Jacq.
- Plumeria magna Zanoni & M.M.Mejía
- Plumeria mariaelenae J.F.Gut. & J.Linares
- Plumeria obtusa L. — Плюмерия тупая
- Plumeria pudica Jacq. — Плюмерия стыдливая
- Plumeria rubra L. — Плюмерия красная
- Plumeria × stenopetala Urb.
- Plumeria subsessilis A.DC.